# Poel
Poel (uttalas [pøːl], som svenskans "pöl") är en 36,02 kvadratkilometer stor ö i Östersjön, norr om Wismarbukten och en kommun (Gemeinde) i det nordtyska förbundslandet Mecklenburg-Vorpommern. Kommunens officiella namn är Insel Poel (svenska: ön Poel). Den har omkring 2 500  bofasta invånare, varav de flesta bor i huvudorten Kirchdorf. Ön tillhör länet Landkreis Nordwestmecklenburg.
Poel har långa sandstränder och är sommartid ett populärt turistmål. Andra viktiga näringar är växtförädling, fiske och jordbruk.

## Historia
Namnet Poel kommer enligt vissa teorier från fornnordiskans Phol, ett annat namn på asaguden Balder. En annan teori är att det kommer från ett slaviskt ord för ett flackt fält.
Orten Fährdorf på Poel omnämns första gången i ett dokument från 1163. Området koloniserades av tyska bosättare under Henrik Burwin I av Mecklenburgs regeringstid omkring 1210, då bygget av kyrkan i Kirchdorf påbörjades. Under det trettioåriga kriget mellan 1618 och 1648 fanns en fästning på ön, som efter kriget tilläts förfalla då dess strategiska roll övertagits av Wismars befästningar.
I westfaliska freden 1648 avträddes ön, som bildade ett särskilt amt, till Sverige, som exklav till guvernementet Wismar. Ön utgjorde 1654-1689 en del av drottning Kristinas underhållsland samt lämnades 1803 tillsammans med Wismar och Neukloster av Gustav IV Adolf på 100 år till hertigen av Mecklenburg-Schwerin som säkerhet för ett lån på 1 250 000 rdr hamburger banko. Bruttoinkomsterna av Poel uppgick under den svenska tiden till något över 4 600 rdr.
Ön ockuperades under slutfasen av andra världskriget 1945 av brittiska trupper, men överlämnades därefter till den sovjetiska ockupationszonen. På ön finns ett minnesmärke över de döda från sänkningen av fångfartyget Cap Arcona i maj 1945, varav 28 flöt iland vid öns kust.
Fram till Tysklands återförening 1990 tillhörde ön Östtyskland.

### Befolkningsutveckling
Ön nådde sin största befolkning efter andra världskriget, då man tog emot många flyktingar från tidigare tyska områden vid Östersjökusten. Sedan Tysklands återförening har antalet bofasta på ön minskat.
 Befolkningsutveckling  i Insel Poel
Källa:,,

## Vänort
Under 2003 tecknades ett vänortsavtal med Hammarö kommun.

## Kommunikationer

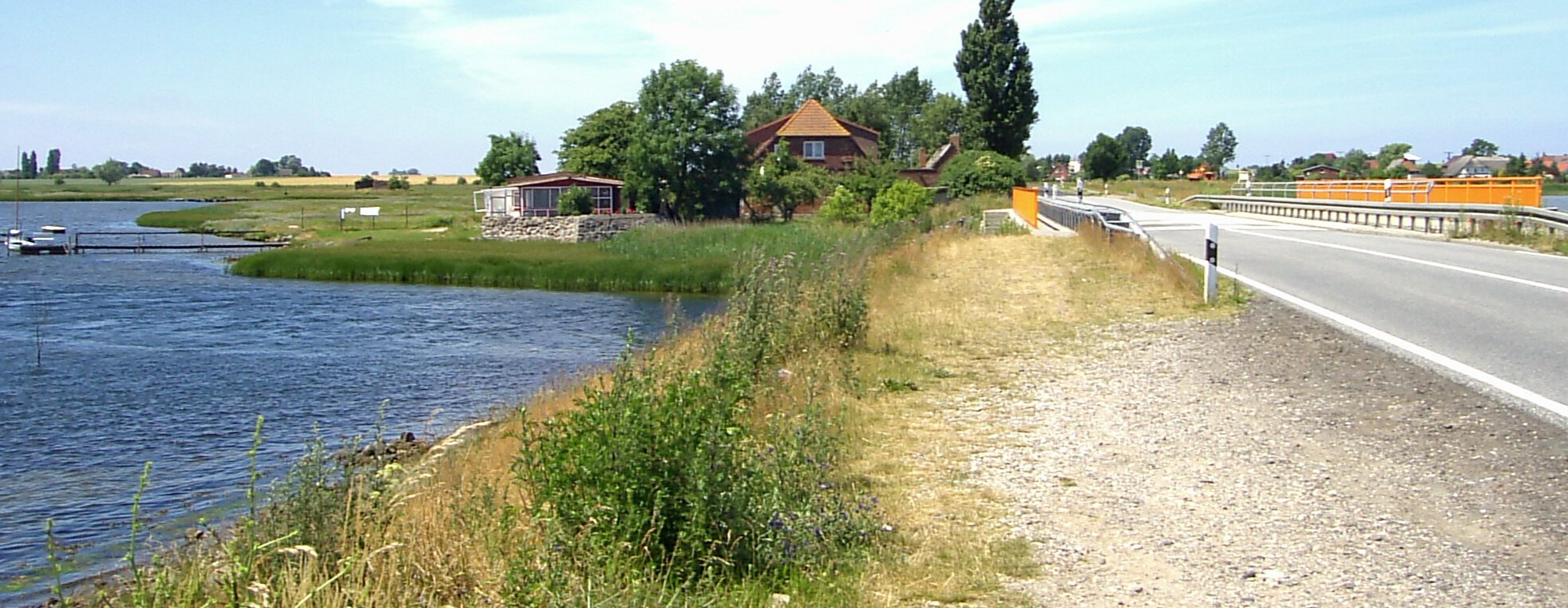
Vägdammen som förbinder ön Poel med fastlandet

Ön har förbindelse med fastlandet genom en vägdamm, som är belägen på öns östra del. Busslinjen 430 förbinder ön med järnvägsstationen i den närmaste större staden Wismar.
Poel har tre hamnar, i Kirchdorf, Timmendorf-Strand och Niendorf. Mellan maj och september trafikeras ön dagligen av turistbåtar från Wismar som lägger till i huvudorten Kirchdorf.